# Bert van Selm
Bert van Selm (Delft, 3 april 1945 - Leiden, 17 april 1991) was een Nederlandse neerlandicus, boekhistoricus en bibliograaf.

## Levensloop
Na zijn middelbareschooltijd aan de Europese school in Luxemburg studeerde Van Selm tussen 1964 en 1970 Nederlandse taal- en letterkunde aan de Universiteit van Amsterdam. Hij had vooral belangstelling voor hoogleraren als Wytze Gs Hellinga en Herman de la Fontaine Verwey die college gaven over de neo-filologie, de analytische bibliografie en de wetenschap van het boek. Van Selm was enige tijd student-assistent van Hellinga voor wie hij onder meer werkte aan het samenstellen van een overzicht van Nederlandse boekveilingen tot 1800. Hij studeerde af op de scriptie Bronnen voor de kennis van leven en werken van Peeter Heyns (1970), waarin hij boekgeschiedenis, bibliografie en neerlandistiek met elkaar combineerde.
Kort na zijn afstuderen trad hij in 1971 in dienst als bibliograaf bij de Vakgroep Nederlandse taal- en letterkunde van de Rijksuniversiteit Leiden, waar hij vanuit het niets een vakgroepsboekerij opbouwde. Aan deze Leidse vakgroep bleef hij de rest van zijn leven verbonden, aanvankelijk als vakgroepsbibliograaf, maar al heel snel functioneerde hij als universitair docent, en sinds 1988 als hoofddocent. Met name colleges op het gebied van de heuristiek van de neerlandistiek en de boekwetenschap behoorden tot zijn specialismen. In 1987 promoveerde hij cum laude aan de Universiteit van Amsterdam op Een menighte treffelijcke boecken. Nederlandse boekhandelscatalogi in het begin van de zeventiende eeuw. Voor dit boek ontving hij in 1991 de Menno Hertzbergerprijs, een driejaarlijkse onderscheiding voor bijzonder bibliografisch werk. 
Hij aanvaardde in december 1989 aan de Universiteit van Amsterdam een bijzonder hoogleraarschap in de geschiedenis van de boekhandel en uitgeverij vanwege de Dr. P.A. Tiele-Stichting. Een van zijn laatste publicaties was zijn Dankwoord, uitgesproken op 6 februari 1991 in de Koninklijke Bibliotheek, toen hij er voor zijn proefschrift de prestigieuze Menno Hertzberger-prijs ontving.
Van Selm wist het Leidse bedrijf IDC te interesseren voor de microfichering van de vele duizenden door hem opgespoorde boekhandelscatalogi tot 1800. Hij wist diverse bibliografische projecten te realiseren, waaronder een database van boekhandelscatalogi en een bibliografie van Amadis van Gaule-romans. Ook gaf hij de aanzet tot projecten op het gebied van almanakken, diverse literaire tijdschriften (LTN-reeks), kluchtboeken, et cetera. Na zijn overlijden in 1991 volgde Berry Dongelmans hem op als bibliograaf bij de Leidse vakgroep Nederlands.
Sinds 1992 wordt in Leiden jaarlijks de Bert van Selm-lezing gehouden over een boekwetenschappelijk onderwerp.
Bert van Selm was getrouwd met Maja Ascher. Uit dit huwelijk zijn twee dochters geboren.

## Voornaamste geschriften
- Een menighte treffelijcke boecken. Nederlandse boekhandelscatalogi in het begin van de zeventiende eeuw. Utrecht, 1987.

Postuum verschenen
- Inzichten en vergezichten. Zes beschouwingen over het onderzoek naar de geschiedenis van de Nederlandse boekhandel. Bewerkt en van noten voorzien door Hannie van Goinga en Paul Hoftijzer. Met een bibliografie van de auteur, samengesteld door Piet Verkruijsse. Amsterdam, 1992.
- (samen met H.W. de Kooker): Boekcultuur in de Lage Landen, 1500-1800. Bibliografie van publicaties over particulier boekenbezit in Noord- en Zuid-Nederland, verschenen voor 1991. Met een voorw. van P.G. Hoftijzer. Utrecht, 1993.
- De Amadis van Gaule-romans. Productie, verspreiding en receptie van een bestseller in de vroegmoderne tijd in de Nederlanden. Met een bibliografie van de Nederlandse vertalingen. Bezorgd en uitgeg. door Berry Dongelmans. Met medew. van Sylvia van Zanen en Elizabet Zeeman. Leiden, 2001 (SNL 9).
- Het project Book sales catalogues of the Dutch Republic, 1599-1800. Leiden, 1990-... wordt voortgezet door H.W. de Kooker en J.A. Gruijs.

## Bron
- B.P.M. Dongelmans: 'Selm, Bert van * 3 april 1945 Delft; † 17 april 1991 Leiden'. In: Bio- en bibliografisch lexicon van de neerlandistiek. Leiden, 2004